# Jean Francheteau
Jean Francheteau, né en 1943 et mort le 21 juillet 2010) à Saint-Renan (Bretagne, France) est un géodynamicien français, pionnier de la tectonique des plaques. 

## Biographie
Il obtient le diplôme d'ingénieur de l'École nationale supérieure des mines de Nancy en 1966. Il prépare ensuite une thèse de doctorat supervisée par Victor Vacquier (en), en collaboration avec John G. Sclater, à l'Institut d'océanographie Scripps. Dans le cadre d'un voyage en bateau dans l'océan Pacifique avec Harmon Craig (en), il effectue des relevés topographiques et magnétiques de profondeurs sous-marines afin de trouver les pôles magnétiques. Il obtient son Ph.D. en océanographie de l'Université de Californie à San Diego en 1970,.
En 1973-1974 fut lancée l'exploration FAMOUS dont Jean Francheteau organise la participation française. En 1977-1978, il découvre en même temps que Robert Duane Ballard les premières sources hydrothermales profondes,.
Il travaille pour l'Institut de physique du globe de Paris de 1981 à 1992, en menant des explorations du Pacifique et accessoirement en mesurant des flux de chaleur au Tibet.
Il retourne en 1992 à Brest, où il est professeur à l'Université de Bretagne-Occidentale jusqu'à sa retraite en 2009.

## Distinctions
- Fellow de la Royal Astronomical Society (1974)[1].
- Médaille d'argent du CNRS (1982)[2]
- Fellow de l'Union américaine de géophysique (1984)
- Grand Prix des Sciences de la Mer de l'Académie des Sciences (1995)

## Vie privée
Il épouse en 1970 Marta Lerrick, dont il fait la connaissance à  l'Scripps, avec laquelle il vit ensuite à Locmaria-Plouzané. Ils ont 5 enfants,. 

## Principaux ouvrages
- avec X. Le Pichon et J. Bonnin, Plate Tectonics, Elsevier, 1973, 300 p.Cet ouvrage de référence, plusieurs fois réédité, a été cité 676 fois et a reçu des commentaires élogieux de la part de Frederick Vine[1]